# Cornelis Johannes Vos
Cornelis Johannes Vos (auch Cornelius Johann Voss, Cornelius Johann Vos, Cornelius Joannes Vos; * 20. März 1768 in Montfoort, Provinz Utrecht; † 2. Juli 1819 in Batavia, heute Jakarta) war ein niederländischer Arzt und Politiker.

## Leben und Wirken
Cornelis Johannes Vos wurde als eines der neun Kinder von Jacob Albert Vos und Jacoba Maria de Joncheere geboren. Der Vater war reformierter Pfarrer in Montfoort, wurde am 26. Juni 1768 Pfarrer in Zaltbommel und war vom 4. Dezember 1769 bis zum 20. Januar 1794 Professor für Theologie an der Universität Utrecht. An dieser Universität wurde Cornelis Johannes Vos 1788 immatrikuliert und am 11. Juni 1789 zum Dr. med. promoviert. Um 1791 war er Arzt in Den Haag. Im Jahre 1792 erhielt er die silberne Medaille (Cothenius-Medaille) der kaiserlichen Akademie der Naturforscher (Leopoldina) für eine Arbeit zum Preisthema Über den richtigen Begriff und die zweckmäßige Behandlung der Krankheiten der ersten Wege.
Der als gemäßigt geltende Vos gehörte vom 25. Januar bis zum 4. Mai 1795 dem provisorischen Stadtrat und nach der Wahl am 21. April 1795 vom 4. Mai 1795 bis zum 22. Februar 1796 dem Stadtrat von Utrecht an. Er war Mitglied in dessen Komitee für öffentlichen Unterricht. Vom 24. November 1795 bis zum 1. März 1796 war er Abgeordneter für Utrecht in den Generalstaaten der Republik der Sieben Vereinigten Provinzen. Außerdem vertrat er Utrecht vom 4. Januar 1796 bis zum 15. Mai 1800 im Komitee für Angelegenheiten im Zusammenhang mit Ostindischem Handel und Besitz. Wie viele Mitglieder dieses Komitees war er Freimaurer. Mitglied der Regierung des Departements Utrecht war Vos vom 4. Juni 1802 bis zum 1. August 1805 (Wiederwahl am 18. August 1804) und vom 29. September 1805 bis Mai 1807.
Cornelis Johannes Vos heiratete 1791 Cornelia Adriana Johanna Vos, die Tochter von Johannes Vos und Ida Wilhelmina Bake.

## Veröffentlichungen
- Cornelius Joannes Vos: Specimen physico-medicum inaugurale de nutritione imprimis nervosa. Ex officina Abrahami à Paddenburg, Trajecti ad Rhenum 1789 [Utrecht 1789] auch in: Christianus Fridericus Ludwig: Scriptores nevrologici minores. Band 4, 1795, S. 202–251, 410; Rezensionen in: Allgemeine Literatur-Zeitung. 1791, Band 3, Nr. 250, 16. September 1791, Spalte 573–576 (Digitalisat) und in: Paulus Usteri (Hrsg.): Repertorium der medicinischen Litteratur des Jahres 1790. Ziegler und Söhne, Zürich 1791, S. 413–419 (Digitalisat) und in: Sebast[ian] Joh[ann] Ludwig Doering: Critisches Repertorium der auf in- und ausländischen höhern Lehranstalten vom Jahre 1781 bis 1800 herausgekommenen Probe- und Einladungsschriften aus dem Gebiete der Arzneygelahrtheit und Naturkunde. Band 1, Verlag der Hohen-Schulbuchhandlung, Herborn 1803, S. 38, Nr. 274 (Digitalisat)
- Corn. Iohan. Vos: Genees- en heelkundige verhandeling over het been en spek-gezwel. B. Wild en J. Altheer, Utrecht 1791 (Digitalisat), Rezension in: Algemeene Vaderlandsche Letter-Oefeningen. A. van der Kroe en J. Yntema, Amsterdam 1793, Band 1, S. 389–390 (Digitalisat, Text)